# Де Ланге, Эспен
Э́спен де Ла́нге (норв. Espen de Lange; род. 30 октября 1965) — норвежский кёрлингист.

## Достижения
- Чемпионат Европы по кёрлингу: золото (1993), серебро (1989).
- Чемпионат Норвегии по кёрлингу среди ветеранов: серебро (2025).

## Команды
| Сезон   | Четвёртый         | Третий               | Второй             | Первый              | Запасной                                 | Турниры             |
| ------- | ----------------- | -------------------- | ------------------ | ------------------- | ---------------------------------------- | ------------------- |
| 1989—90 | Эйгиль Рамсфьелл  | Дагфинн Лоэн         | Эспен де Ланге     | Thoralf Hognestad   | Бент Онунн Рамсфьелл                     | ЧЕ 1989             |
| 1993—94 | Эйгиль Рамсфьелл  | Шур Лоэн             | Дагфинн Лоэн       | Никлас Ярунд        | Эспен де Ланге тренер: Thoralf Hognestad | ЧЕ 1993             |
| 2016—17 | Флемминг Давангер | Эспен де Ланге       | Morten Tveit       | Robert Wood         | тренер: Томас Лёвольд                    | ЧМВ 2017 (12 место) |
| 2021—22 | Флемминг Давангер | Бент Онунн Рамсфьелл | Эспен де Ланге     | Morten Tveit        | Rob Wood, Дагфинн Лоэн                   | ЧНМ 2022 (13 место) |
| 2021—22 | Флемминг Давангер | Бент Онунн Рамсфьелл | Эспен де Ланге     | Morten Tveit        | Robert Wood                              | ЧМВ 2022 (10 место) |
| 2022—23 | Флемминг Давангер | Бент Онунн Рамсфьелл | Эспен де Ланге     | Ole Martin Davanger |                                          | ЧНМ 2023 (11 место) |
| 2023—24 | Флемминг Давангер | Бент Рамсфьелл       | Эспен де Ланге     | Ларс Вогберг        | Мортен Скёуг                             | ЧНМ 2024 (9 место)  |
| 2023—24 | Флемминг Давангер | Бент Онунн Рамсфьелл | Йохан Хёстмелинген | Ларс Вогберг        | Эспен де Ланге                           | ЧМВ 2024 (5 место)  |
| 2024—25 | Эспен де Ланге    | Торе Торвбротен      | Morten Tveit       | Rob Wood            |                                          | ЧНВ 2025            |

(скипы выделены полужирным шрифтом)